# Imperatore della Cina
L'imperatore della Cina (cinese: 皇帝; pinyin: Huángdì) era un titolo conferito a tutti i monarchi regnanti sulla Cina dal 221 a.C., quando venne fondata la dinastia Qin, fino al 1912, quando venne deposta la dinastia Qing. All'apice del suo potere governava il quinto impero più vasto di sempre, con una superficie di 15 milioni di km{\displaystyle ^{2}}, quattro volte l'impero romano di Traiano.
L'imperatore aveva anche l'appellativo di "Figlio del Cielo", titolo creato durante il regno della dinastia Shang: all'imperatore veniva riconosciuto il ruolo di tianxia, che tradotto significa "tutto al di sotto del cielo", a indicare che il potere dell'imperatore era diffuso, secondo la tradizione, su tutta la Terra e non soltanto sul territorio da lui controllato.
Gli imperatori appartenenti alle stesse famiglie sono oggi classificati in periodi storici denominati dinastie.